# Karl Bergstedt
Karl Anders Bergstedt, född 7 januari 1841 i Idensalmi, död 13 december 1915 i Helsingfors, var en finländsk läkare. 
Bergstedt blev medicine och kirurgie doktor 1872, tjänstgjorde som provinsialläkare i Torneå, Fredrikshamn och Tavastehus och var medicinalråd 1896–1902. Han utgav 1895 ett stort och mycket anlitat sammelverk, Medicinalväsendet i Finland. Sin betydande förmögenhet testamenterade han och hans maka till Finska Läkaresällskapet "för främjande av vetenskapliga forskningar rörande den svensktalande befolkningens i Finland sanitära förhållanden".